# 아이피토스
아이피토스(Aepytos)는 그리스 신화에 나오는 인물이다. 제우스와 칼리스토의 후손으로서 엘라토스의 아들인 아이피토스는 클리토르로부터 아르카디아 왕국을 물려받아 다스렸는데, 사냥을 하다가 뱀에게 물려 죽었다. 엘라토스의 형제 아피다스의 아들 알레오스가 그의 왕위를 물려받았다.